# Liga Helénica (Segunda Guerra Médica)
La Liga Helénica fue una coalición de una serie de ciudades griegas para afrontar la invasión persa a Grecia en la segunda guerra médica. Los representantes de las ciudades se reunieron en el año 481 a. C., probablemente en el templo de Poseidón situado en el istmo de Corinto. La principal actuación de la liga fue la victoria de la batalla de Platea, y, con ello, la expulsión de los persas. Al terminar la guerra contra los persas, Esparta se retiró de la Liga Panhelénica y volvió a la liga del Peloponeso, y Atenas fundó la Liga de Delos.

## Integrantes de la Liga
Las ciudades aliadas fueron Esparta, Atenas, Platea, Tespias, Mégara, Corinto, Tegea, Élide, Orcómeno de Arcadia, Sición, Epidauro, Trecén, Lépreo, Micenas, Tirinto, Fliunte, Hermíone, Eretria, Estira, Calcis, Ambracia, Léucade, Anactorio, Ceos, Egina, Potidea, Pale, locrios de Opunte, Crotona, Sérifos, Sifnos, Melos, Citnos, Naxos y quizá los focenses y algunos otros beocios.

## Acuerdos
Las ciudades integrantes de la Liga decidieron en primer lugar alcanzar la reconciliación en los conflictos bélicos que algunas de ellas mantenían entre sí, como entre Atenas y Egina.
A continuación enviaron embajadores a otras ciudades en busca de aumentar el número de aliados, pero dichas embajadas, a Argos, Sicilia, Corcira y Creta, fracasaron.
También enviaron espías a Sardes para investigar el ejército persa. Sin embargo, estos espías fueron descubiertos y detenidos, pero Jerjes, creyendo que sería beneficioso para sus intereses que pudieran transmitir a los griegos la grandeza de su ejército, les dio la libertad y les permitió regresar a Grecia.
Posteriormente, cuando los persas ya estaban a punto de pasar de Asia a Europa, tomaron la decisión de que era necesario cuestodiar el paso de las Termópilas mientras la flota debía situarse en al cabo Artemisio. Ambos puntos, estratégicos, estaban situados a poca distancia por lo que se podían comunicar fácilmente entre ellos.

## Enfrentamientos bélicos
El enfrentamiento terrestre de las Termópilas y el naval del cabo Artemisio fueron prácticamente simultáneos. En las Termópilas, los griegos fueron totalmente derrotados y los persas entraron en Grecia Central, saqueando las ciudades que no se habían sometido a ellos, hasta llegar a Atenas. Cuando este resultado llegó a conocimiento de la flota griega de Artemisio, que hasta entonces estaba resistiendo el empuje de la flota persa, el comandante de la flota decidió replegarse a la isla de Salamina pera favorecer la evacuación de la ciudad de Atenas.
La otra decisión tomada por la Liga Helénica fue el fortalecimiento del istmo de Corinto, cerrando la ruta Escirónide y levantando una muralla transversal.
Cuando los persas ocuparon la ciudad de Atenas, prácticamente toda la ciudad ya había sido evacuada. Dado que la flota de la Liga Helénica estaba en Salamina, Jerjes intentó bloquear el estrecho con sus naves y cuando consideró que el momento era propicio ordenó un ataque. El resultado fue una derrota para la flota persa y significó un giro de los acontecimientos que fortalecía la alianza helénica. 
Ante el temor de quedar bloqueado en Grecia, Jerjes decidió entonces retirarse a Asia mientras dejaba a Mardonio el mando de la mayor parte de su ejército, que se retiró provisionalmente a Tesalia. Intentó alejar a los atenienses de la Liga Helénica pero sus propuestas fueron rechazadas y volvió a avanzar por Grecia Central hasta tomar nuevamente la ciudad de Atenas. 
En estas circunstancias, los griegos que estaban defendiendo el istmo decidieron avanzar, lo que obligó a Mardonio a retroceder hasta Beocia. Allí tuvo lugar, en el 479 a. C. la batalla de Platea, que fue una gran victoria de lal fuerzas terrestres de la Liga Helénica. Por otra parte, la flota griega aprovechó para derrotar a la persa en Anatolia, en la batalla de Mícala.